# Não Fuja da Raia
Não Fuja da Raia foi um programa mensal protagonizado pela atriz Cláudia Raia exibido pela Rede Globo na faixa Terça Nobre, entre 23 de abril e 1 de outubro de 1996. Foi idealizado por Sílvio de Abreu e Jorge Fernando a partir de uma peça de teatro homônima.

## Antecedentes
A ideia de criar um programa com esse título surgiu em meados de 1988. Após a morte do Chacrinha, Cláudia foi ordenada a fazer um programa de talentos infanto-juvenis nos sábados vespertinos da Globo. Um piloto com este título foi gravado e arquivado.
O episódio piloto foi exibido em 27 de dezembro de 1995, como parte do Especial de Fim de Ano da Globo. Este episódio trazia esquetes humorísticas protagonizadas com Cláudia, tendo como convidados, entre outros, seu marido Edson Celulari e o humorista Chico Anysio. A partir de 23 de abril de 1996 se tornou atração fixa e mensal da emissora, ficando no ar até 1 de outubro do mesmo ano, em 6 especiais temáticos.

## O Programa
A ideia deste programa surgiu a partir das peças teatrais Não Fuja da Raia e Nas Raias da Loucura, estreladas por Cláudia.
No especial de 1995, Claudia Raia dividiu o palco com diversos bailarinos, e contracenou com algumas estrelas como Edson Celulari, Raul Gazolla, Tony Ramos, Monique Evans, Isabel Fillardis, e Xuxa. Além disso, houve números de dança, entrevistas e depoimentos de diversos artistas e dramatizações. Já a parte ficcional do especial mostrava histórias curtas que contaram com a participação de diversos atores e foi mostrada no quadro A Teletonta.
Já o programa mensal possuía praticamente as mesmas estrutura e equipe, destacando as participações especiais e para a parte ficcional do programa, composta por esquetes, geralmente cômicos. As atrações se tornaram temáticas e cada programa recebia a visita de artistas ou personalidades que apresentavam números musicais, contracenavam ou eram entrevistados por Claudia Raia.

## Produção
- No episódio de fim de ano, Claudia Raia usou cerca de 30 figurinos diferentes. Alguns desses modelos eram dos espetáculos teatrais, feitos pelo figurinista Marco Aurélio. Já os figurinos do especial foram feitos por Cláudio Carpenter.[4]
- As coreografias do especial foram criadas por Olenka Raia, irmã da atriz.

## Reprises
- O canal pago Multishow reapresentou os episódios de Não Fuja da Raia nas noites de domingo entre os meses de março e abril de 2005, comemorando o quadragésimo aniversário da Rede Globo.
- Foi reprisada pelo Canal Viva entre 3 de dezembro de 2016 e 21 de janeiro de 2017.[5]